# Barbara Lukešová
Barbara Lukešová (* 21. ledna 1969 Praha) je česká herečka.

## Život
Narodila se v rodině architekta Rudolfa Lukeše a novinářky a spisovatelky Taťány Lukešové. Vystudovala herectví na hudebně dramatickém oddělení Pražské konzervatoře. Jejími učiteli byli Jiří Vala, Vladimír Ráž, Klára Jerneková, Blanka Bohdanová nebo Václav Postránecký.

### Divadlo
Již během studia hostovala v Národním divadle, Realistickém divadle, v Divadle S. K. Neumanna a v A studiu Rubín. Po ukončení studia hrála v Divadle F. X. Šaldy v Liberc. V letech 1994–2001 hrála v Divadle Rokoko. Hrála i v dalších divadlech: anglický divadelní spolek Misery Loves Company v Divadle Kolowrat, Divadlo Na Prádle, Národní divadlo. Od roku 1993 působila v Divadelním spolku Kašpar. Dále působila v dalších divadlech (Městská divadla pražská, Divadlo v Řeznické, Divadlo v Celetné nebo Divadlo Komedie). Po delší pauze se k divadlu vrátila a hostovala v různých divadlech.
Od září 2024 je členkou souboru Dejvického divadla.

### Film a televize
Hraje rovněž ve filmu, televizi a v rozhlase. Poprvé hrála v televizi ještě v době studia v roce 1986 v televizní inscenaci Šaty až na zem. Hrála v řadě dalších inscenací a seriálů. První filmová role byla role Anežky ve filmu Vojtěch, řečený sirotek z roku 1989. Hraje také v zahraničních produkcích. Italský film Bruccio nel vento, kde hrála hlavní ženskou roli, získal 6 cen a 17 nominací.

## Ocenění
Za roli „A“ v inscenaci Mark O'Rowe: Terminus, které bylo uvedeno v Divadle v Celetné, byla v roce 2013 v širší nominaci na cenu Alfréda Radoka.